# Shelly Chaiken
Shelly Chaiken (geb. vor 1971) ist eine US-amerikanische Sozialpsychologin und emeritierte Professorin der New York University. Bekannt wurde sie vor allem durch ihr Heuristisch-Systematisches Modell (HSM) der menschlichen Informationsverarbeitung und The Psychology of Attitudes (1993).

## Leben
Ihren Bachelor of Science in Mathematik machte sie 1971 an der University of Maryland, College Park. Für ihren Master of Science 1975 und ihren PhD-Doktorgrad 1978 wechselte sie ins Fachgebiet Sozialpsychologie und zur University of Massachusetts Amherst. Sie wurde Professor für Psychologie an der New York University.
Chaiken ist Mitglied diverser US-amerikanischer wissenschaftlicher Fachgesellschaften, darunter der Society of Experimental Social Psychology, der American Psychological Association (Fellow der 8. Division) und der American Psychological Society. Sie war Präsidentin der Society of Experimental Social Psychology von 1989 bis 1990. Sie ist Fellow der Society of Personality and Social Psychology.

## Forschung
Die Forschungsschwerpunkte der Wissenschaftlerin lagen in den Bereichen Haltungen und Einstellungen, Soziale Kognition, Personenwahrnehmung, Attributionstheorien sowie Persuasive Kommunikation und Einfluss. Sie untersuchte Phänomene der heuristischen und systematischen menschlichen Informationsverarbeitung.

## Schriften
Monographie
- mit Alice H. Eagly: The psychology of attitudes. Wadsworth, Belmont, CA 1993, ISBN 0-15-500097-7.

Herausgeberschaft
- mit Yaacov Trope: Dual-process theories in social psychology. Guilford Press, New York 1999, ISBN 1-57230-421-9.

Aufsätze
- mit Alice H. Eagly: Attitude research in the 21st century: The current state of knowledge In: The Handbook of Attitudes, S. 743–767. Mahwah, New Jersey: Erlbaum 2007.
- mit Alice H. Eagly: The Advantages of an Inclusive Definition of Attitude. In: Social Cognition. Vol. 25, Special Issue: What is an Attitude?, 2007, S. 582–602. doi:10.1521/soco.2007.25.5.582
- mit W. Wood und A. H. Eagly: Principles of persuasion. In: E. T. Higgins, A. Kruglanski (Hrsg.): Social psychology: Handbook of basic mechanisms and processes. Guilford Press, New York 1996.
- mit E. M. Pomerantz und R. Tordesillas: Attitude strength and resistance processes. In: Journal of Personality and Social Psychology. 69, 1995, S. 408–419.
- mit D. Maheswaran: Heuristic processing can bias systematic processing: Effects of source credibility, argument ambiguity, and task importance on attitude judgment. In: Journal of Personality and Social Psychology. 66, 1994, S. 460–473.
- Heuristic vs. systematic information processing and the use of source vs. message cues in persuasion. In: Journal of Personality and Social Psychology. 45, 1980, S. 524–537.

## Auszeichnungen
Für ihre Forschungsarbeit über Dual process theories of attitudes erhielt Chaiken (zugleich mit John T. Cacioppo und Richard Petty) 2009 den von der Society of Experimental Social Psychology vergebenen Scientific Impact Award, der Autoren eines spezifischen Artikels oder Kapitels zukommt, "das sich über die letzten 25 Jahre als signifikant einflussreich erwiesen hat".
- 2017: Ostrom Award Winner[6]